# Fort Yukon
Fort Yukon ist ein Ort mit dem Status einer City in der Yukon-Koyukuk Census Area im US-Bundesstaat Alaska. Gemäß der Volkszählung von 2020 lebten hier 428 Menschen.
Fort Yukon ist der Heimatort von Don Young, Abgeordneter Alaskas im Repräsentantenhaus der Vereinigten Staaten.
Hier wurde auch die höchste Temperatur, die jemals in Alaska erreicht wurde, gemessen. Am 27. Juni 1915 stieg das Thermometer auf 38 °C.

## Geographie
Fort Yukon liegt im Alaska Interior 222 km nordöstlich der Stadt Fairbanks auf einer Höhe von 130 m. Der Ort befindet sich 13 km nördlich des Polarkreises am Zusammenfluss von Yukon River und Porcupine River. Fort Yukon hat einen Flugplatz.

## Geschichte
Fort Yukon wurde 1847 als britische Siedlung auf russischem Territorium gegründet. Sie war bis 1869 ein Handelsposten der Hudson’s Bay Company. Nach dem Verkauf Alaskas an die USA wurde sie von der Alaska Commercial Company übernommen.
Am 12. Juli 1898 eröffnete die Post hier eine Dienststelle, die John Hawksly leitete. In den folgenden Jahrzehnten aber litt die Siedlung unter mehreren Epidemien und einer verheerenden Flut 1949.
In den 1950er-Jahren errichtete die US Air Force in Fort Yukon eine Basis und eine Radarstation. Fort Yukon wurde 1959 offiziell zu einer „City“ erhoben.

## Demographie
Nach einer Erhebung von 2000 lebten in Fort Yukon 595 Menschen, es gab 225 Haushalte und 137 Familien. Die Bevölkerungsdichte betrug 32,8 Menschen pro km². 10,76 % der Bevölkerung waren Weiße, 0,17 % waren Afroamerikaner, 86,05 % amerikanische Ureinwohner, 0,17 % Asiaten, 0,17 % andere, 2,69 % waren Mischlinge. 1,34 % waren Latinos.
Von den 225 Haushalten hatten 36,0 % Kinder unter 18 Jahre. 25,8 % waren verheiratete Paare, 23,1 % waren alleinstehende Mütter und 39,1 % waren unverheiratete Paare. 34,2 % aller Haushalte waren Singles, 5,8 % waren alleinstehende ältere Menschen über 65. Die Durchschnittshaushaltsgröße betrug 2,62 und die Durchschnittsfamiliengröße 3,37 Personen.
33,4 % der Bevölkerung waren unter 18 Jahre, 10,3 % zwischen 18 und 24, 27,4 % zwischen 25 und 44, 22,0 % zwischen 44 und 64, 6,9 % über 65 Jahre alt. Das Durchschnittsalter betrug 32. Das Verhältnis zwischen Frauen und Männer betrug 100:112,5. Bei den über 18-jährigen war das Verhältnis 100:111,8.
Das Durchschnittsjahreseinkommen betrug $29.375, das Durchschnittseinkommen der Familien $32.083. Männer hatten ein Durchschnittseinkommen von $25.000, Frauen $27.813. 18,5 % der Bevölkerung und 18 % der Familien lebten in Armut. Davon waren 14,3 % Kinder unter 18 Jahre und 3,5 % Menschen älter als 65.